# Мост Примирения (Калгари)
Мост примирения (Reconciliation Bridge), ранее «мост Ланжевена» (Langevin Bridge) — это пешеходный металлический ферменный мост через реку Боу в Калгари, Альберта, Канада. Он соединяет Даунтаун-Калгари (район центрального Калгари) с северо-центральными общинами Калгари, такими как Bridgeland и Crescent Heights.

## История
Мост был открыт в 1910 году и был назван в честь сэра Гектор-Луи Ланжевен, одним из основоположников Канадской конфедерации.
Оригинальный пролет продолжает движение по 4-й улицы на юг через реку. 
16 января 1888 года Артур Эдвин Шелтон был избран мэром Калгари. За однолетний срок Шелтон успевает начать организацию системы водоснабжения города и закончить строительство моста Примирения